# 亚历山大·伊凡诺维奇
亚历山大·伊万诺维奇（约1379年—1425年10月25日），是特维尔大公国的大公，於1425年5月22日至10月25日在位。他是伊凡·米哈伊洛维奇之子。亚历山大·伊万诺维奇可能死於當時的瘟疫大爆發。

## 後代
他有三个孩子：
- 雅罗斯拉夫·亚历山德罗维奇（俄语：Ярослав Александрович (князь городецкий)）
- 尤里·亚历山德罗维奇
- 鲍里斯·亚历山德罗维奇